# Bahnhof Schweich DB
Der Bahnhof Schweich DB ist ein Bahnhof in der rheinland-pfälzischen Stadt Schweich und liegt links der Mosel an der Eisenbahnstrecke Trier–Koblenz.
Der Zusatz DB steht dabei für Deutsche Bundesbahn bzw. Deutsche Bahn zur Unterscheidung vom ehemaligen Kleinbahnhof Schweich Süd rechts der Mosel an der Moselbahnstrecke. Der Kleinbahnhof Schweich Süd
(Lage)
lag auf der Gemarkung von Kirsch (Longuich) nahe der Moselbrücke Schweich beim Streckenkilometer 10,1 zwischen den Kleinbahnhöfen Kenn und Longuich.

## Geschichte und Ausstattung
Im Jahre 1878 wurde bei Schweich die Eisenbahnstrecke Koblenz–Trier–Perl gebaut.
Der Bahnhof verfügt über einen Hausbahnsteig (Gleis 1) und einen Mittelbahnsteig (Gleise 2 und 3), an welchem der überwiegende Teil der Züge hält. Am Bahnhofsgebäude befindet sich ein Video-Reisezentrum. In den Jahren 2018 bis 2020 wurde der Bahnhof barrierefrei ausgebaut.

## Bedienung
Folgende Linien bedienen den Bahnhof:
| Linie                     | Zuglauf | Takt                                            |
| ------------------------- | --- | ----------------------------------------------- |
| IC37                      | Düsseldorf – Köln – Bonn – Koblenz – Cochem (Mosel) – Bullay – Wittlich – Schweich – Trier – Wasserbillig – Luxemburg (Die Züge verkehren zwischen Koblenz und Luxemburg als RE.) | ein Zugpaar täglich (entfällt ab Dezember 2025) |
| RE 1 Südwest-Express      | Koblenz – Cochem (Mosel) – Bullay – Wittlich – Schweich – Trier – Saarbrücken – Homburg (Saar) – Kaiserslautern – Neustadt (Weinstr) – Mannheim                                   | 060 min                                         |
| RE 11 De-Lux-Express      | Koblenz – Cochem (Mosel) – Bullay – Wittlich – Schweich – Trier – Wasserbillig – Luxemburg                                                                                        | 060 min                                         |
| RE 12 Eifel-Mosel-Express | Köln Messe/Deutz – Köln Hbf – Bonn – Koblenz-Lützel – Wittlich – Schweich – Trier                                                                                                 | ein Zugpaar                                     |
| RB 81 Moseltal-Bahn       | Koblenz – Cochem (Mosel) – Bullay – Wittlich – Schweich – Trier – (Perl) | 060 min                                         |
| RB 82 Elbling-Express     | (Wittlich – Schweich –) Trier – Konz Mitte – Wellen – Perl | einzelne Züge                                   |
| RB 83 De-Lux-Bahn         | Wittlich – Schweich – Trier-West – Wasserbillig – Luxembourg | 060 min (Mo–Sa)                                 |
| RB 71 Saartal-Bahn        | Schweich – Trier Hbf – Konz – Merzig (Saar) – Saarlouis – Völklingen – Saarbrücken – St. Ingbert – Homburg (Saar)                                                                 | 60 min (Mo–Fr zur HVZ)                          |
| Stand: 03. März 2025      | |                                                 |

Die Züge der Linien RE 1 und RE 11 verkehren zwischen Koblenz und Trier in Doppeltraktion und werden in Trier entsprechend geflügelt. Seit dem 10. Dezember 2017 ist Schweich mit einem Zugpaar der Linie 37 an das Intercity-Netz der Deutschen Bahn angebunden. Zwischen Koblenz und Luxemburg ist der Zug tariflich als Regional-Express eingestuft, während zwischen Koblenz und Düsseldorf der Intercity-Tarif gilt. Ferner verkehrt seit dem Fahrplanwechsel im Dezember 2022 einmal täglich ein Zugpaar der Linie RE 12 zwischen Köln Messe/Deutz und Trier über die linke Rheinstrecke und die Moselstrecke, da die Eifelstrecke wegen Unwetterschäden nach der Flutkatastrophe 2021 nach wie vor nicht durchgängig befahrbar ist. Die Linie ist eine Werkstattanbindung der Dieselfahrzeuge zum Werk Köln-Deutzerfeld, welche auf der Strecke zwischen Gerolstein und Trier verkehren.

## Bildergalerie

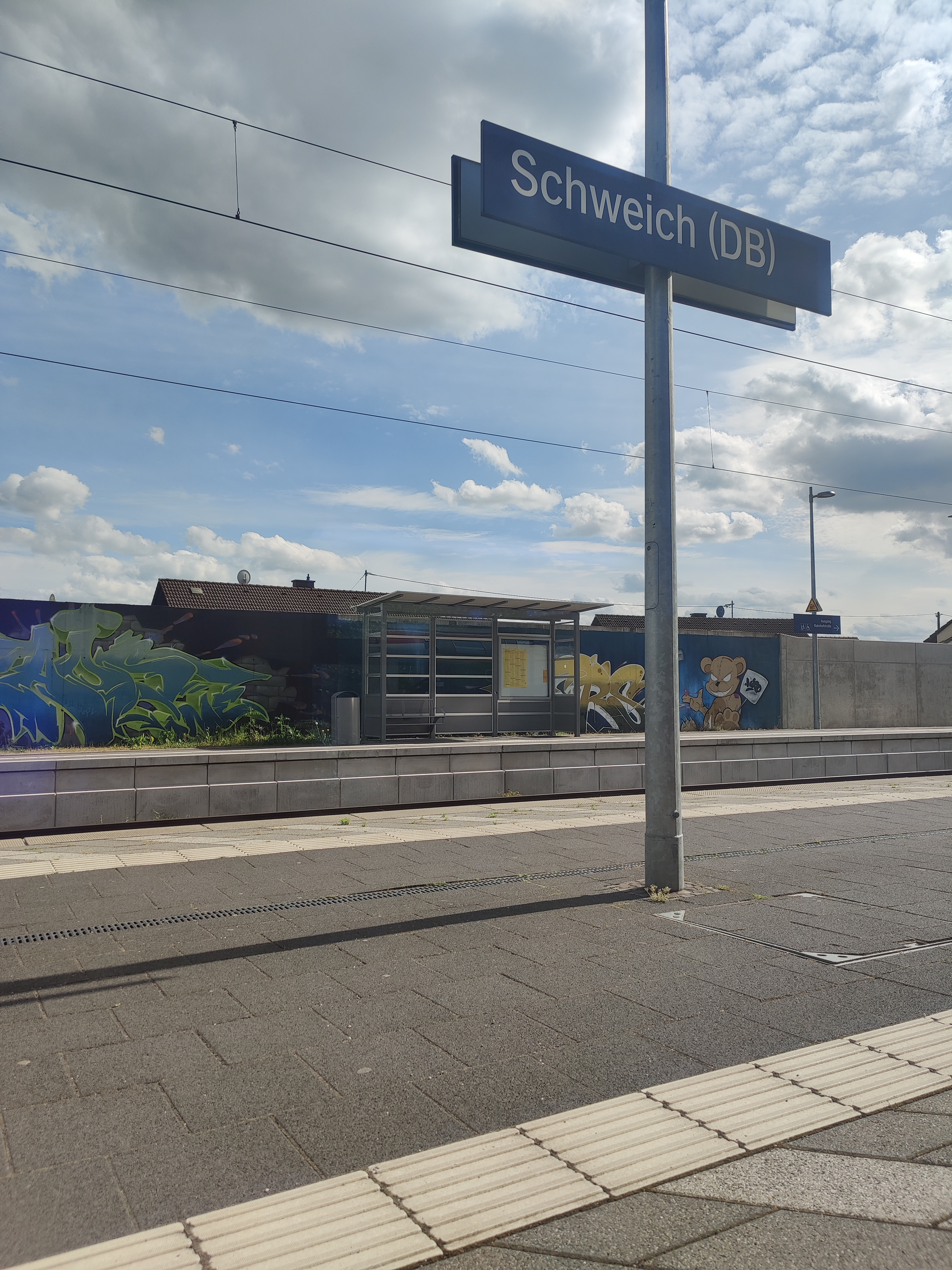
Bahnsteige
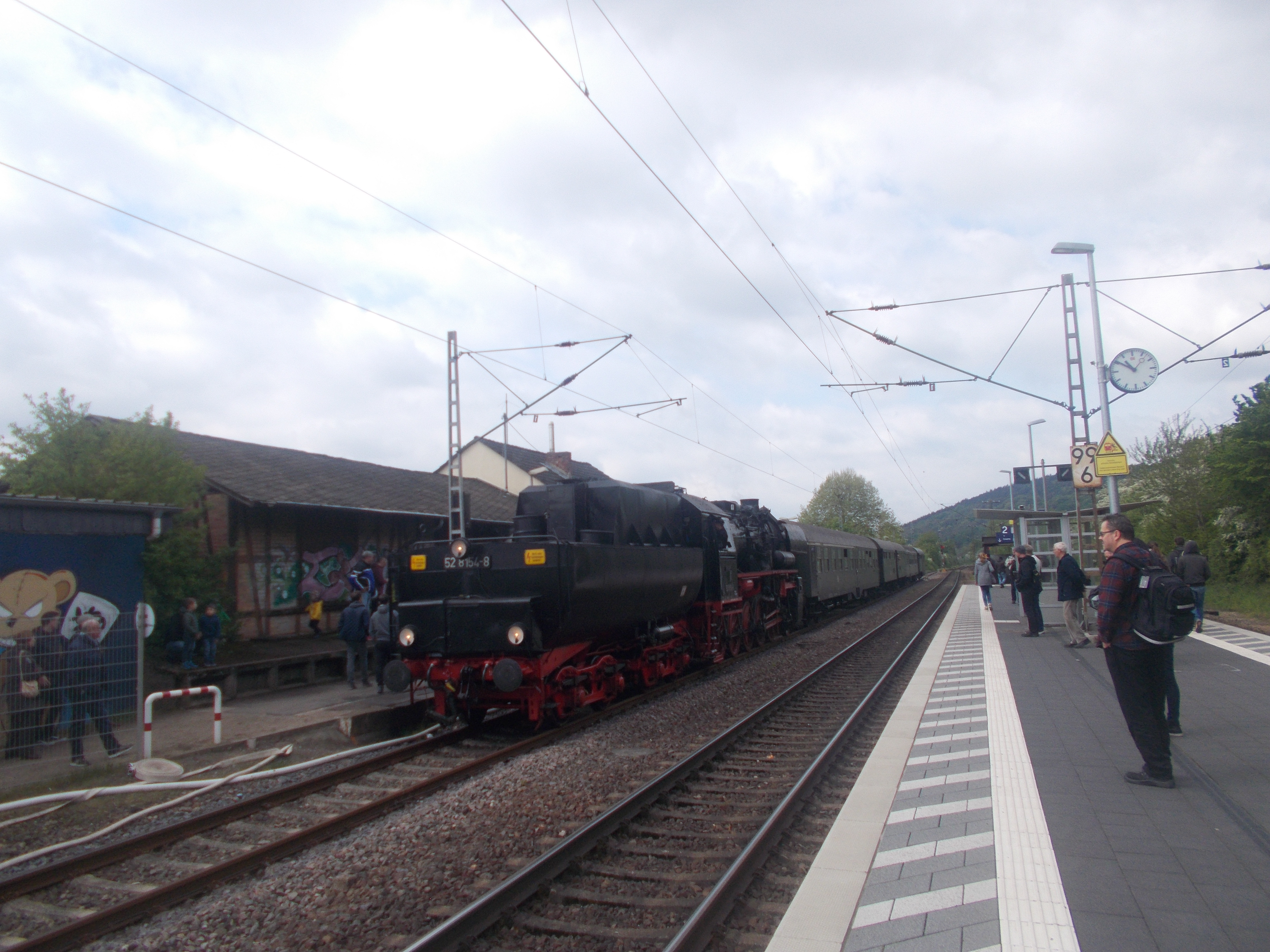
Bahnhof Schweich mit Dampfzug
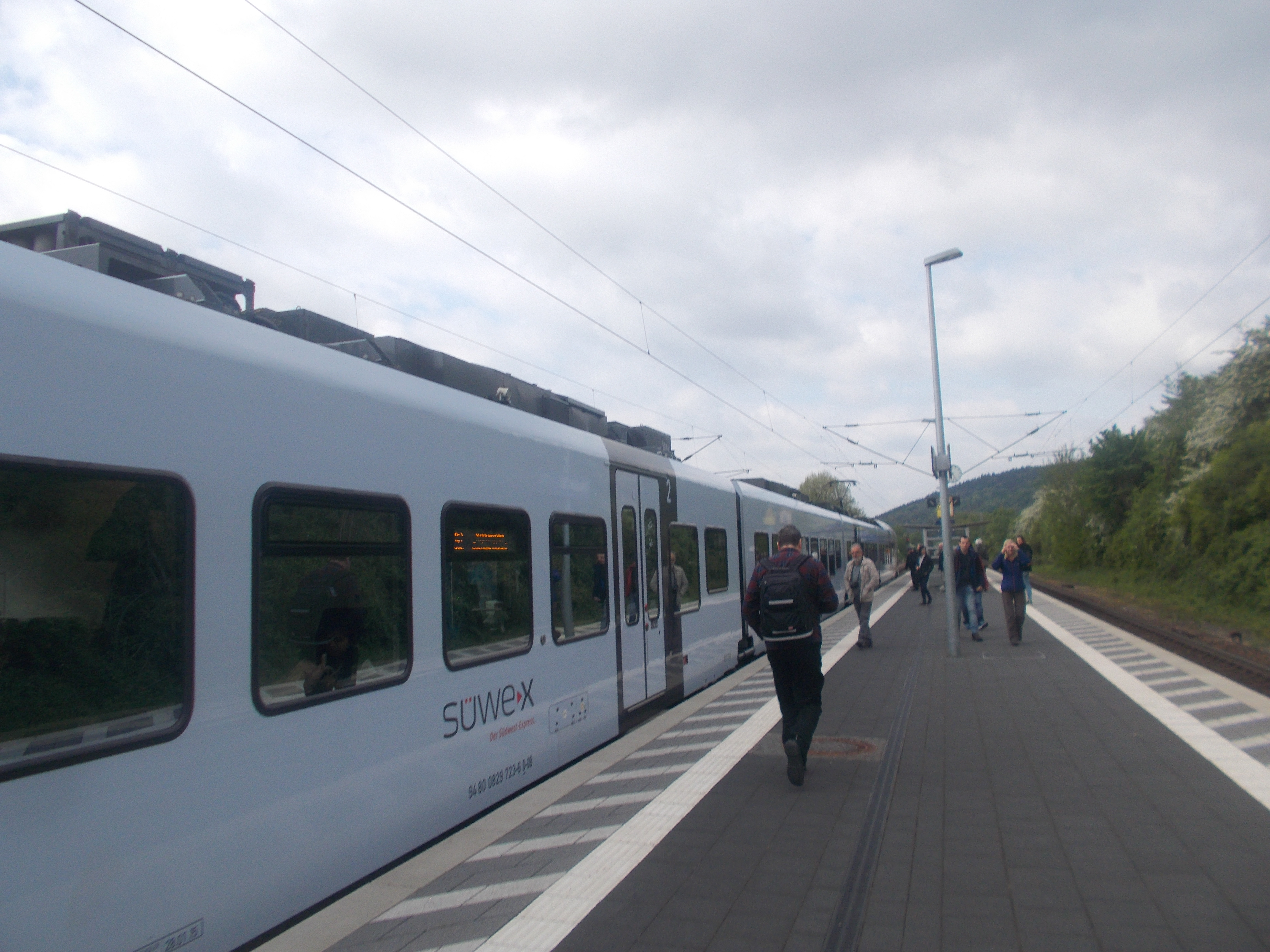
Bahnhof Schweich mit Süwex
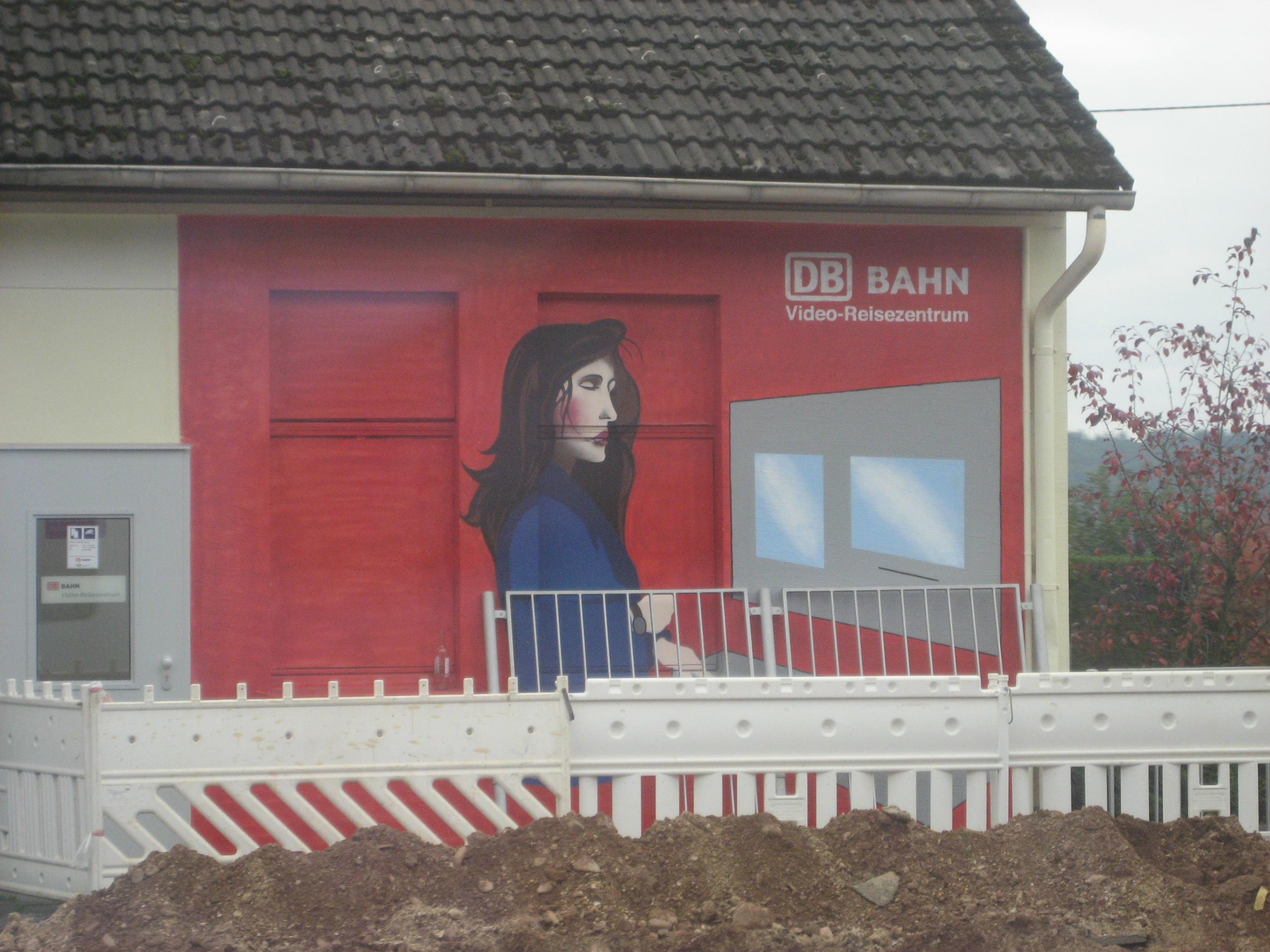
DB Video-Reisezentrum